# Phytelephas macrocarpa
Espèce
Classification phylogénétique
Phytelephas macrocarpa Ruiz & Pav. ou palmier à ivoire à gros fruits est une espèce de palmier à ivoire du genre Phytelephas de la famille des Arécacées d'Amérique du sud, dont la graine une fois durcie donne de l'ivoire végétal.

## Étymologie et nomenclature
Le nom de genre phytelephas dérive du grec ancien φυτόν, phytón phyto- « végétal » et  ἐλέφας, éléphas « ivoire, éléphant ».
L'épithète spécifique macrocarpa dérive du grec ancien μακρός, makrós, macro- « grand, long » et καρπός, karpós, « fruit ».
La première description botanique de l'espèce revient à deux botanistes espagnols, Ruiz et Pavon. Ils la publièrent à Madrid en 1798, dans Systema Vegetabilium Florae Peruvianae et Chilensis. Ils dénommèrent ce palmier à ivoire Phytelephas macrocarpa Ruiz & Pav. mais ne donnèrent qu'une brève description. Peu de temps après cette publication, Humboldt et Bonpland découvrirent ce palmier à ivoire en Nouvelle-Grenade et ressemblèrent quelques informations à son sujet. En 1849, Hooker donna une description détaillée du fruit et des graines, accompagnée d'illustrations.

## Description
Phytelephas macrocarpa un palmier à tige (ou stipe) solitaire, courte ou souterraine ou parfois rampante et pouvant alors atteindre 2 m de long et 30 cm de diamètre. Le palmier peut vivre jusqu'à 50 ans à partir de sa première floraison.
Les feuilles sont de type pennées, de 8 m de long, comportant de 42 à 95 folioles par côté, régulièrement disposées le long du rachis et toutes dans le même plan. Elles sont groupées au sommet du stipe en une couronne de 12 à 20 feuilles.
L'espèce est dioïque. Les inflorescences mâles sont de longs spadices sessiles, cylindriques, pendants, pouvant atteindre 150 cm de long. Chaque fleur mâle est formées de trois sépales réduits et de quelques dizaines d'étamines. Les très nombreuses étamines constituent la partie la plus visible de l'inflorescence mâle. Les inflorescences femelles sont des spadices plus petits, entourés de 3 à 4 spathes. Elles ne portent que 6 à 7 fleurs groupées, entourées de bractées disposées en spirale, certaines pouvant être plus longues que les styles. Les fleurs femelles comportent de nombreuses étamines libres et stériles, ainsi qu'un style bien plus long que les étamines et se divisant en 6 à 8 branches.
Les fruits sont agrégés en grosses infrutescences globulaires, épineuses, de 40 cm de diamètre, comportant de 8 à 20 fruits, chacun à 3-5 graines de 5 × 3 cm. Le mésocarpe (la pulpe qui entoure la graine) est fin, pulpeux, huileux, de couleur jaune orangé. Le tissu nourricier ou endosperme est homogène, d'abord liquide, puis gélatineux et finalement solide et très dur, semblable à de l'ivoire, parfois avec une petite cavité centrale. Le fruit est nommé en Équateur « noix de tagua ». Les rongeurs comme les pacas (Cuniculus paca) ou les agoutis (Dasyprocta) transportent les graines, les enterrent et en mangent le mésocarpe pulpeux.
La floraison et la fructification ne sont pas saisonnières mais ont lieu tout au cours de l'année.
|                                                                                                   | | |
| P. macrocarpa pied mâle avec longues inflor. pendantes, à l'arrière, pied femelle avec ses fruits | P. macrocarpa mâle et femelle, à stipes souterrains, en bas, fleurs, infrutescence, coupe de fruit à 4 graines et graines | De gauche à droite: 1. inflor. mâle, en bas: 2. étamine, fleur mâle au dessus: 5. fleur fem. long style entouré d'étamines stériles 3. coupe inflor. fem., 6, 7, 8 ovaires, 9. ovule |

## Distribution
Le palmier à ivoire à gros fruits est distribué dans les régions amazoniennes occidentales du Pérou, Brésil et Bolivie.
Il croît dans les sols alluviaux de la forêt tropicale humide à basse altitude (jusqu'à 1 000-1 200 m).  Les palmiers à ivoire forment de grands peuplements homogènes en Colombie et Équateur, appelés taguales. En Équateur, les palmiers à ivoire sont des Phytelephas aequatorialis et Phytelephas tenuicaulis alors qu'au Pérou, on trouve Phytelephas macrocarpa et Phytelephas tenuicaulis. Les palmiers à ivoire sont rarement cultivés.

## Synonymes
D'après The Plant List, les synonymes sont
- Elephantusia macrocarpa (Ruiz & Pav.) Willd.
- Elephantusia microcarpa (Ruiz & Pav.) Willd.
- Phytelephas karstenii O.F.Cook
- Phytelephas microcarpa Ruiz & Pav.
- Yarina microcarpa (Ruiz & Pav.) O.F.Cook

## Utilisation

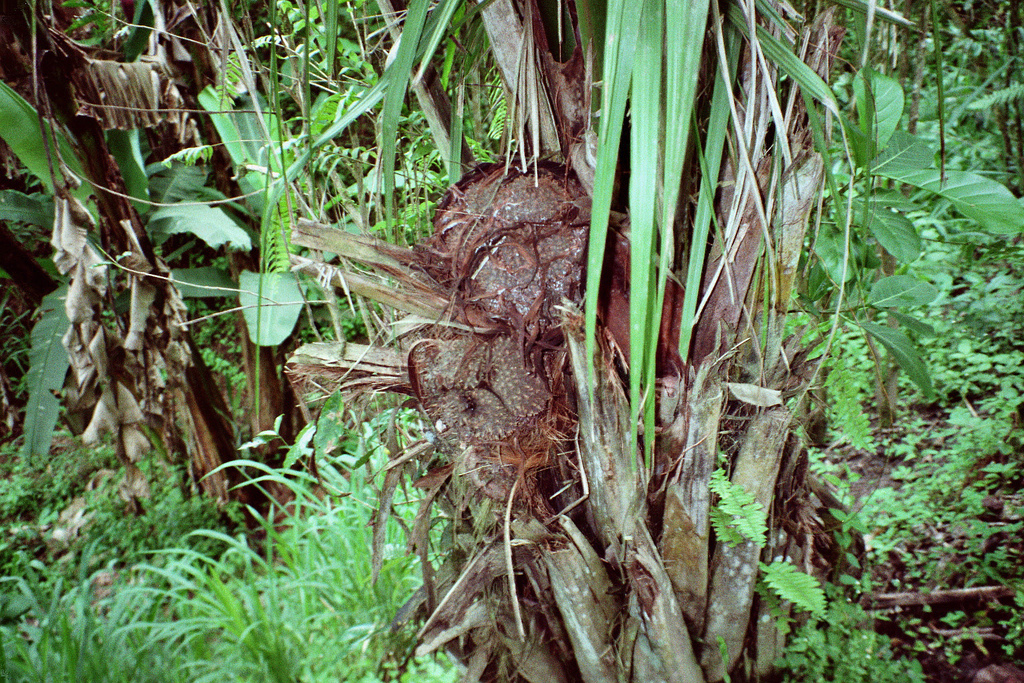
Fruits du palmier à ivoire à gros fruit
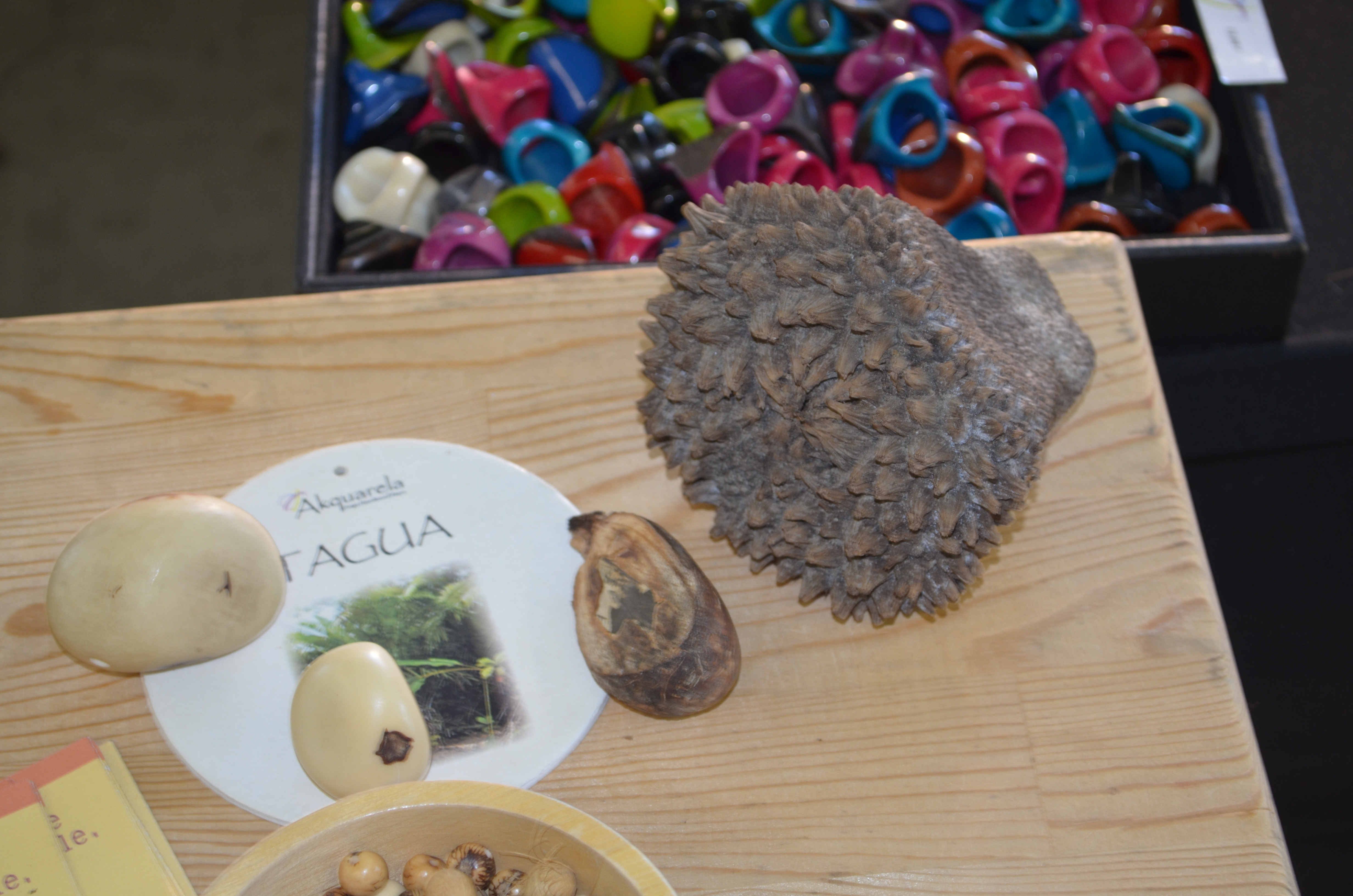
L'ivoire végétal (tagua, ou corozo) fruit et noix
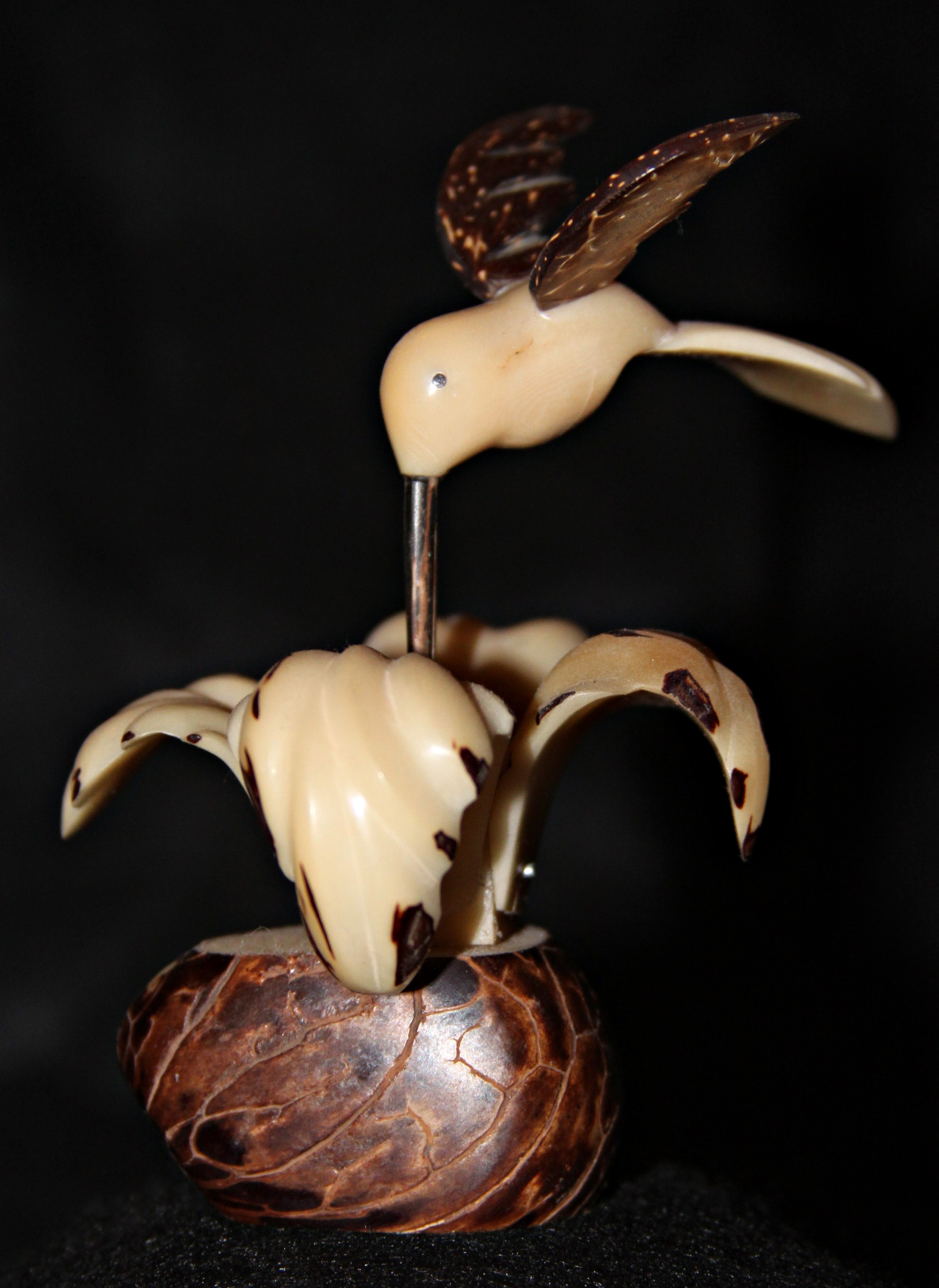
Sculpture de tagua (Équateur)
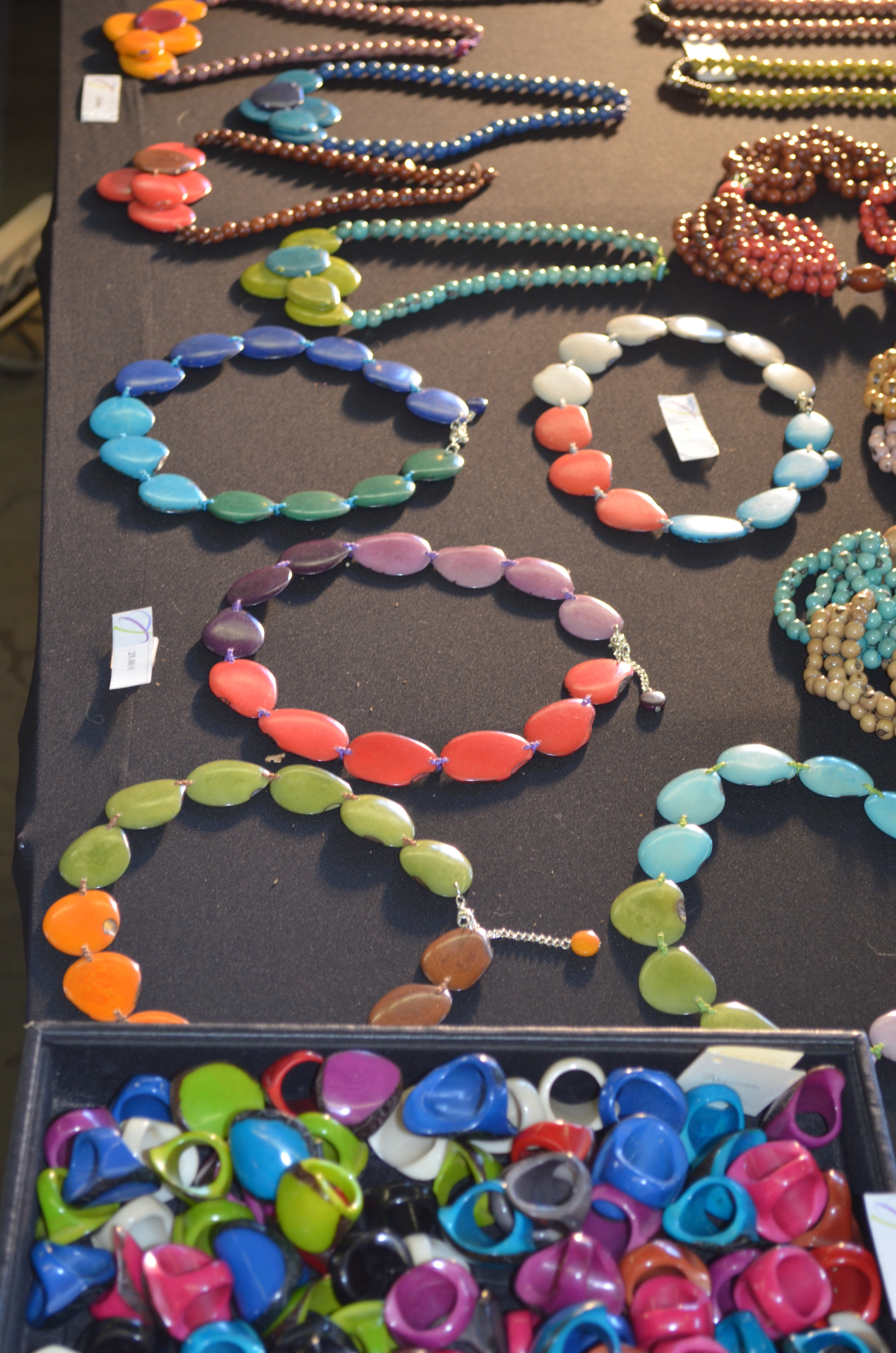
Bijoux en ivoire végétal

Phytelephas macrocarpa  est un des six palmiers à ivoire du genre Phytelephas. Ces palmiers à ivoire d'origine américaine fournissent le meilleur ivoire végétal. Et parmi ceux-ci Phytelephas macrocarpa produit l'ivoire végétal le plus apprécié.
Quand le fruit est mûr, l'épicarpe ligneux et épineux se désintègre, et laisse tomber les noix à terre. Leur substance laiteuse se transforme en une substance gélatineuse de consistance visqueuse qui finit par se durcir et prendre la couleur ivoire.
- Récolte et production artisanale

Les noix sont récoltées au sol puis mises au soleil à sécher pendant environ un mois. Lorsqu'elles sont suffisamment dures, elles sont décortiquées puis lissées et découpées. Une fois polies, elles ressemblent à de l'ivoire et peuvent se sculpter et se peindre. Elles sont sculptées en petites figurines, pièces de jeu d'échecs, etc. Jadis, l'usage principale était la confection de bouton.
À la différence de l'ivoire animal, l'ivoire de tagua s’amollit dans l'eau mais retrouve sa dureté en séchant. Il est constitué de polysaccharides formés à 40 % de mannane A et 25 % de mannane B. Le mannane A donne par hydrolyse 97,6 % de mannose, 1,8 % de galactose et 0,8 % de glucose.
- Exportation

L'ivoire végétal tagua de Phytelephas a commencé à être exporté dans les années 1840-1841. Après 1860, il devint l'un des cinq principaux produits d'exportation de la Colombie, et un des cinq produits forestiers principaux d'Équateur. En 1929, les exportations de tagua d'Équateur atteignirent 25 791 tonnes. Elles déclinèrent après 1941 et disparurent après 1945. Les exportations de tagua de Colombie déclinèrent dans les années 1920 puis cessèrent vers 1935.
En 1990, à l'initiative de Conservation International, une ONG cherchant à protéger les points chauds de biodiversité, le programme Tagua Initiative fut lancé afin de lier les producteurs de tagua de la forêt tropicale humide avec les marchés internationaux. Les revenus générés sont reversés aux ONG travaillant à la conservation des aires de production.
En 2020, la production totale de tagua en Équateur est d'environ 700 tonnes.